# Chorodnodes rothi
Chorodnodes rothi là một loài bướm đêm trong họ Geometridae.